# Kościół św. Andrzeja Boboli w Kaczorach
Kościół św. Andrzeja Boboli w Kaczorach – rzymskokatolicki kościół parafialny w mieście Kaczory. Mieści się przy ulicy Kościelnej. Należy do dekanatu Wysoka diecezji bydgoskiej.
Świątynia została wybudowana w 1932 przez katolików i ewangelików. Przez krótki okres służyła wyznawcom obu wyznań, ale potem została zajęta przez protestantów. Po drugiej wojnie światowej, w 1947 roku, świątynia została ponownie konsekrowana przez śmiłowskiego proboszcza i przekazana katolickim wiernym. Od 1967 pełniła funkcję kościoła rektorskiego, dzięki dekretowi księdza prymasa Stefana Wyszyńskiego. Od 1971 stała się samodzielnym kościołem parafialnym.